# Couvent de l'Aracoeli
Le couvent de l'Ara Coeli, ou Aracoeli ou Santa Maria de l'Ara Coeli est un couvent sis à Rome, aujourd'hui détruit. 

## Histoire
Un premier monastère voit le jour au VIe siècle, dépendant de la basilique du même nom. Le monastère médiéval à l'origine bénédictin (Xe siècle) s'appelait Santa Maria in Capitolio. Il est devenu franciscain en 1250 devenant l'un des plus importants de l'Ordre des Frères mineurs. Il se situait sur le Capitole, à côté de la basilique Santa Maria in Aracoeli. C'est là que meurt frère Junipère, un des disciples de saint François d'Assise, le 29 janvier 1258.  En 1444, le couvent passe aux Frères mineurs de l'Observance dont il devient en 1517 la maison généralice .  
Le royaume d'Italie exproprie les franciscains en 1873, dont le couvent devient caserne des vigiles urbains, avant d'être démoli en 1886, après une histoire plus que millénaire, pour laisser la place au monument à Victor-Emmanuel II.
C'est alors qu'un couvent moderne plus petit a été construit près de l'escalier pour accueillir des franciscains, et portant le même nom.